# Basílica dos Santos João e Paulo
Santi Giovanni e Paolo é uma antiga basílica localizada em Roma, no Monte Célio, e, por isso, às vezes chamada de Santi Giovanni e Paolo al Celio.
Ela foi construída em 398 por ordem do senador romano São Pamáquio (em latim: Pammachius) sobre a casa de dois soldados romanos, João e Paulo, martirizados numa perseguição aos cristãos do imperador Juliano, o Apóstata (r. 361–363) em 362. A igreja era chamada de Titulus Pammachii e aparece com este nome nos atos do sínodo realizado pelo papa Símaco em 499.
A igreja foi danificada no saque de Roma pelo rei visigótico Alarico I (410) e num terremoto (442), sendo restaurada pelo papa Pascoal I (824). Ela foi novamente danificada no saque de 1084 pelos normandos e restaurada novamente, desta vez com a adição de um mosteiro anexo e uma torre.
Ela é a casa-matriz dos passionistas e o local onde foi sepultado São Paulo da Cruz.
O cardeal-presbítero do Título São João e São Paulo é Jozef De Kesel, o Arcebispo de Bruxelas. Entre os cardeais que já ocuparam esta posição estão dois que se tornariam papas: papa Honório III (Cencio Savelli, elevado ao cardinalato em 1198) e papa Pio XII (Eugenio Pacelli, elevado em 1929). Desde que Francis Spellman se tornou o cardeal-presbítero do titulus em 1946 (após a eleição de Pacelli em 1939), ele tem sido ocupado por cardeais que foram Arcebispos de Nova Iorque. Em 2012, o arcebispo Timothy Dolan, de Nova Iorque, foi elevado a cardeal e designado para outro título, pois o cardeal Egan, o primeiro arcebispo emérito da história da cidade, ainda ocupava SS. Giovanni e Paolo.

## Interior
O interior da igreja tem três naves, com pilares ligados às colunas originais. O altar foi construído sobre uma piscina que contém os restos dos dois mártires. A abside contém um afresco de Cristoforo Roncalli (um dos pintores chamados de il Pomarancio) sobre "Cristo Glorificado" (1588) e, abaixo, três pinturas: "O Martírio de São João", o "Martírio de São Paulo" e a "Conversão de Terenziano" (1726), de Domenico Piastrini, Giacomo Triga e Pietro Andrea Barbieri respectivamente. A sacristia tem uma tela de Antoniazzo Romano chamada "Madona com o Menino com os Santos João Evangelista & João Batista e Santos Jerônimo e Paulo". Abaixo da nave (e da igreja, portanto) existem algumas salas romanas dos séculos I-IV que foram descobertas em escavações no século XIX. De acordo com a autora Charlotte Anne Eaton, estas salas eram celas que formavam um vivário (vivarium) nos quais animais selvagens eram mantidos antes de serem utilizados nos espetáculos no Coliseu. Um passagem com baixo pé-direito conecta o local ao Coliseu.

## Escavações
No final do corredor da direita está a entrada para o subterrâneo da basílica, descoberto em 1887 pelo padre Germano de San Stanislao, que na época era o reitor da basílica e estava procurando os túmulos dos mártires João e Paulo. Ele encontrou vinte salas decoradas pertencentes a pelo menos cinco diferentes edifícios datados dos quatro primeiros séculos. Este cinco edifícios hoje são um dos mais conservados complexos residenciais romanos ainda existentes, exemplos primários das chamadas igrejas domiciliares (domus ecclesiae) - outro exemplo é Dura Europo. Os afrescos originais ainda podem ser vistos no local, com cenas do martírio.
Em uma das salas, que era o pátio de um ninfeu (nymphaeum), está um elegante afresco do século III representando "Prosérpina e outras divindades romanas entre cupidos num barco" (3 x 5 metros), assim como restos de um outro afresco de tema marítimo e mosaicos nos arcos das janelas. Entre os séculos III e IV, algumas modificações foram feitas nas salas e uma espécie de oratório foi construído, com mosaicos de temas cristãos, que contrastam com a decoração das demais salas, com temas que não necessariamente cristãos ("gênios alados", guirlandas, pássaros etc.). Um confessionário também foi construído no século IV num corredor atrás do Clivo de Escauro (Clivus Scauri) e decorado com afrescos cristãos ("Decapitação de Crispo, Crispiniano e Benedita", figuras femininas e um "orante" ou "pessoa em oração").

## Galeria

Imagens da igreja
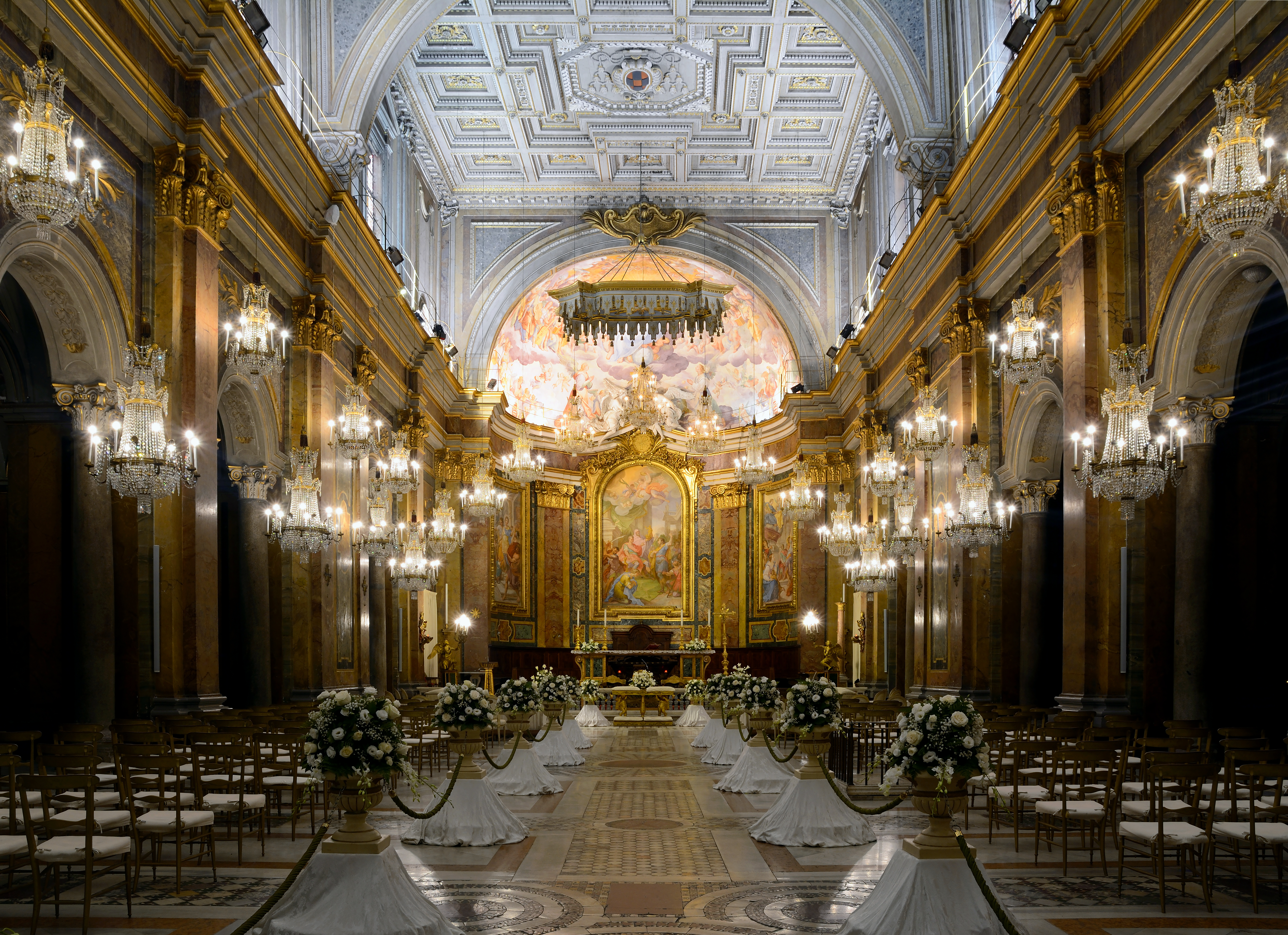
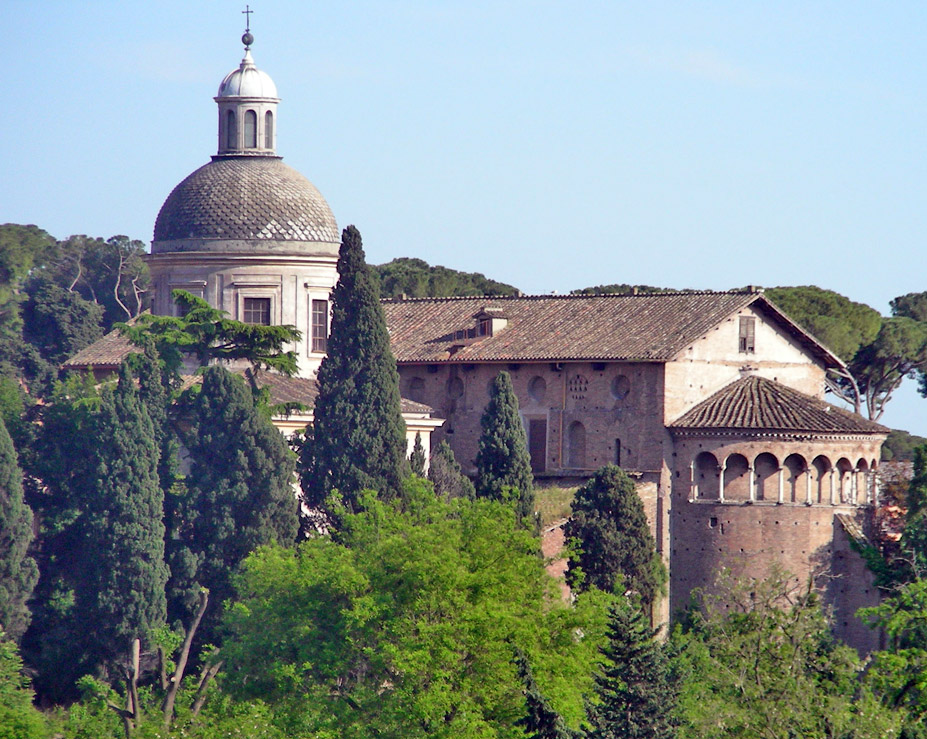
Vista a partir do Palatino
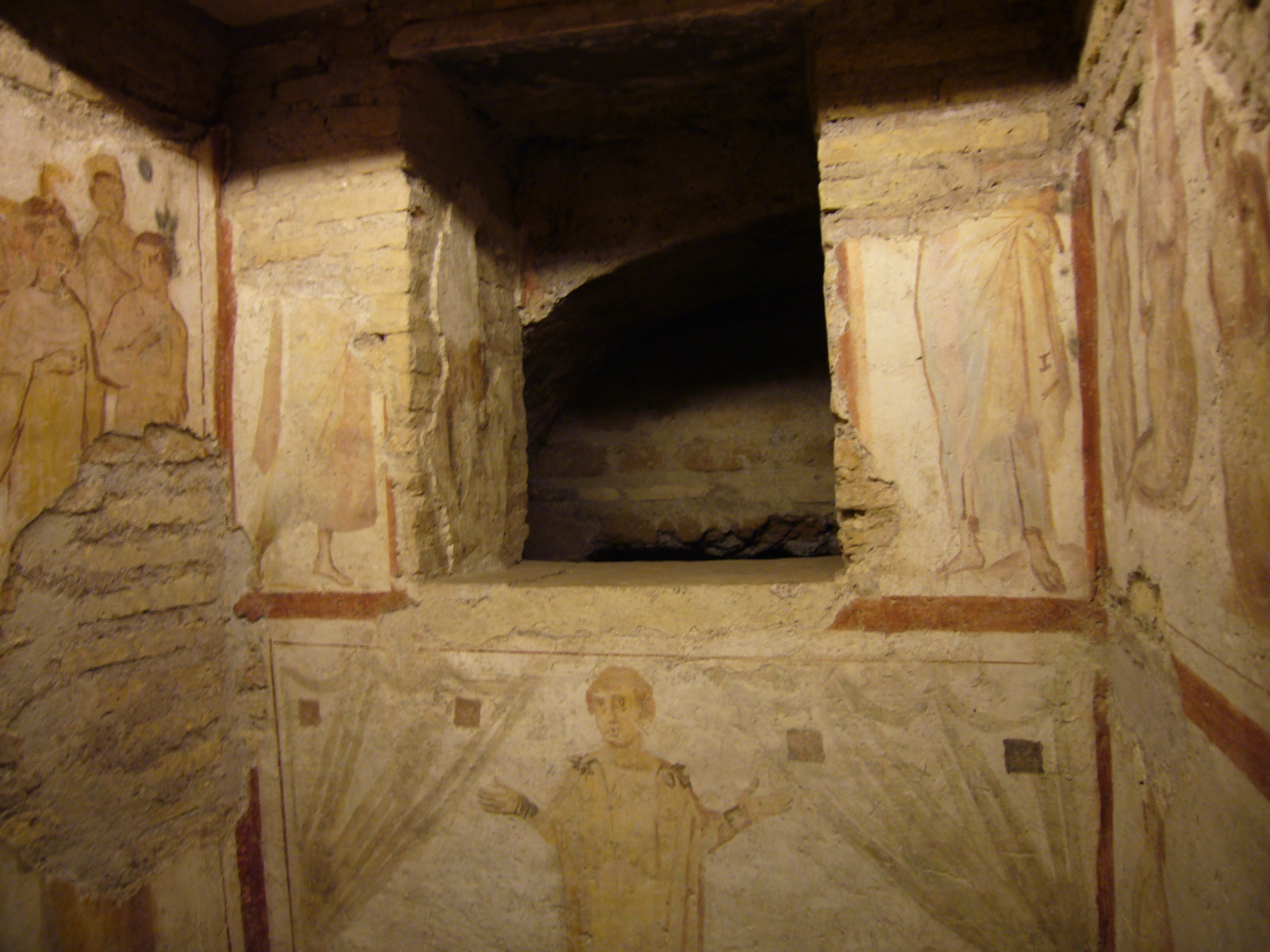
Afrescos nas casas romanas abaixo da basílica.
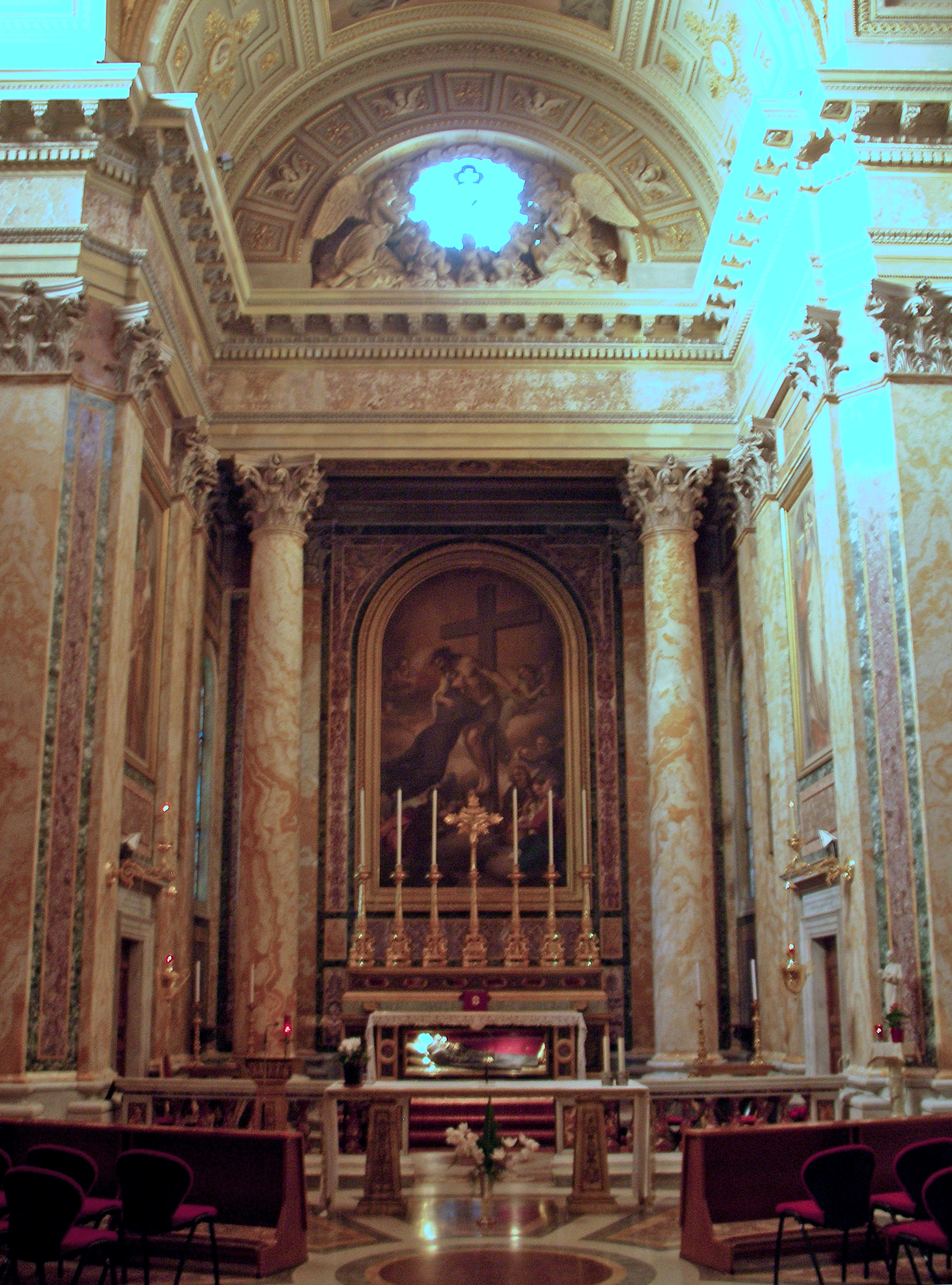
Santuário com o corpo de São Paulo da Cruz
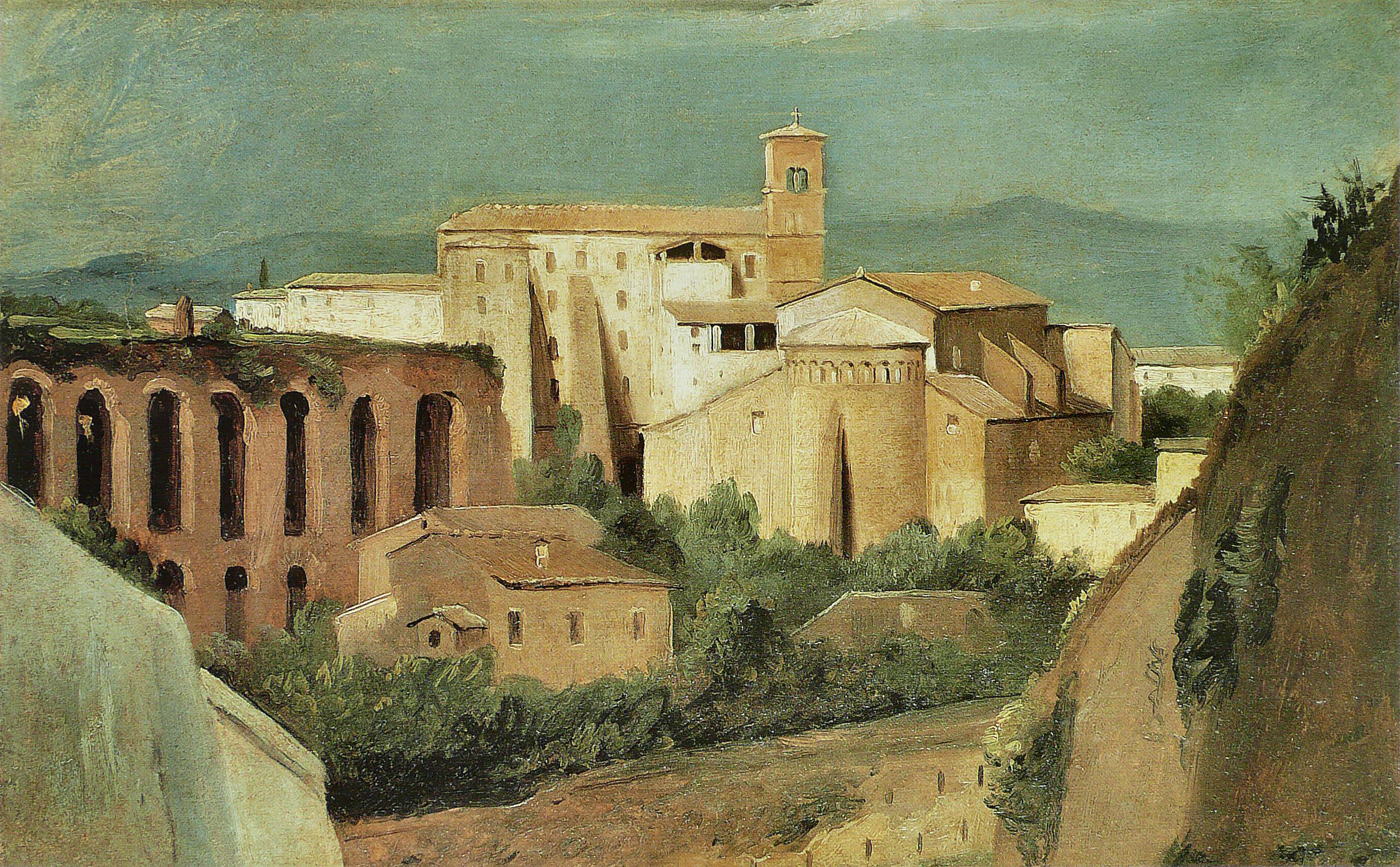
La Basilique Saint-Jean-et-Saint-Paul à Rome, por François Marius Granet